# Der Tenor der Herzogin
Der Tenor der Herzogin ist eine Operette in drei Akten von Eduard Künneke. Das Libretto stammt von Richard Keßler und beruht auf einem Lustspiel von Heinrich Ilgenstein. Das Werk erlebte seine Uraufführung am 8. Februar 1930 am Neuen Deutschen Theater in Prag.

## Orchester
Zwei Flöten, eine Oboe, drei Klarinetten oder Saxofone, ein Fagott, zwei Hörner, drei Trompeten, drei Posaunen, ein Klavier, eine Harfe, ein Banjo, ein Akkordeon, großes Schlagwerk und Streicher

## Handlung
Die Operette spielt in der fiktiven kleineren deutschen Residenzstadt Liebenstein zu Beginn des 20. Jahrhunderts.
Auf der Suche nach einem Engagement hat es den Opernsänger Rudolf von Niemeyer in das kleine Herzogtum Liebenstein verschlagen, wo am Hoftheater gerade eine Stelle frei geworden ist. Es hat sich bis zu ihm herumgesprochen, dass die verwitwete Herzogin Ernestine ein sittenstrenges Regiment führt. Besonders unterstützt wird sie dabei von Frau Hofrat Wegebold und ihrem tugendhaften Verein „Die Legitimen“, dem ausschließlich reifere Frauen angehören.
Rudolf von Niemeyer wird von seiner Frau Hilde begleitet. Ihr gemeinsames Söhnchen „Bubi“ befindet sich derweil in der Obhut seiner Großmutter. Hilde empfiehlt ihrem Mann, für das Vorsingen den Ehering abzunehmen, damit er als Lediger gelte; andernfalls sei seine Chance, engagiert zu werden, nur gering. Sie selbst solle er halt als seine Schwester ausgeben. – Gesagt, getan. Das Probekonzert wird ein voller Erfolg.
Die Herzogin hat den „Geschwistern“ Niemeyer das Kavalierhaus zur Verfügung gestellt. Im Musikzimmer gibt Rudolf gerade der Operettensoubrette Molly Bruck Gesangsunterricht. Von ihr erfährt er, dass der Neffe der Herzogin, Prinz Bernhard, ein Auge auf sie geworfen habe, was ihr sehr schmeichle. So ganz nebenbei bemerkt die Soubrette auch, dass die Herzogin ein auffallend großes Interesse an den neuen ledigen Sängern ihres Theaters zeige. Er solle sich nicht wundern, wenn sie auch ihn bald zu umgarnen beginne.
Überraschenderweise taucht plötzlich „Bubi“ bei seinen Eltern auf. Seine Oma war des Enkelhütens überdrüssig und schickte den Kleinen seinen Eltern hinterher. Diese beschließen, ihn als ihren Neffen auszugeben.
Rudolf und Hilde von Niemeyer geben im Salon des Kavalierhauses einen Empfang für die Hofgesellschaft. Bald überschlagen sich die Ereignisse: Prinz Bernhard will auf einmal nichts mehr von Molly Bruck wissen, denn die „Schwester“ des neuen Tenors zieht ihn viel mehr in seinen Bann. Dieser Umstand schwört natürlich für alle erkennbar Mollys Eifersucht herauf. Auch Graf Prillwitz, der Intendant des Hoftheaters, hat es auf Hilde abgesehen. Er geht sogar so weit, dass er sie bittet, seine Frau zu werden. Hilde erteilt ihm keine Absage; sie bittet ihn lediglich um Bedenkzeit. Doch damit nicht genug: Selbst Herzogin Ernestine ist von der sehr charmanten Hilde äußerst entzückt und bietet ihr an, ihre erste Hofdame zu werden. Dies hätte allerdings zur Folge, dass Hilde ins Schloss umziehen müsste.
Plötzlich aber weitet sich der Empfang zu einem Skandal aus: „Bubi“ stürzt herein und beklagt sich bei seiner Mutter, er könne wegen des großen Krachs nicht einschlafen. Hilde bleibt nun nichts Anderes mehr übrig, als sich zu ihrer Mutterschaft zu bekennen. Die Hofgesellschaft ist entsetzt, allen voran die Damen des Sittenvereins „Die Legitimen“. Ihnen geht es schon zu weit, wenn ein verheirateter Sänger auf der Bühne eine andere Frau küsst. Aber nun das! Eine künftige Hofdame mit einem unehelichen Kind! Und natürlich ist sie nicht die Schwester des neuen Tenors, sondern seine Geliebte! Die Herzogin besteht darauf, dass dieses „illegitime Liebesverhältnis“ unverzüglich gelöst werde. Hilde erklärt sich dazu bereit, macht aber zur Bedingung, dass Rudolf einen Fünfjahresvertrag als Sänger am Hoftheater bekomme. Nachdem die Herzogin ihr Einverständnis signalisiert hat, bekennen Rudolf und Hilde, dass sie schon seit Jahren „ganz legitim“ miteinander verheiratet sind. Nun wird auch der Herzogin klar, dass ihr Liebeswerben um den neuen Tenor zum Scheitern verurteilt ist. Aber was soll’s? Schließlich hat sie für die nächste Spielzeit an ihrem Theater auch einen neuen Bassisten engagiert.